# Tasha Downing
Tasha Downing (* 5. Juli 1970) ist eine ehemalige US-amerikanische Sprinterin, die sich auf den 400-Meter-Lauf spezialisiert hatte.
Bei den Panamerikanischen Spielen 1991 in Havanna siegte sie in der 4-mal-400-Meter-Staffel.
2001 gehörte sie bei den Leichtathletik-Hallenweltmeisterschaften in Lissabon zur US-Stafette, die zunächst den vierten Platz belegte und nachträglich wegen des Dopings von Kelli White disqualifiziert wurde.
Ihre persönliche Bestzeit von 52,22 s stellte sie am 19. Mai 1991 in Baton Rouge auf.